# Grimesnil
Grimesnil ist eine französische Gemeinde mit 70 Einwohnern (Stand 1. Januar 2022) im Département Manche in der Region Normandie. Sie gehört zum Kanton Quettreville-sur-Sienne und zum Arrondissement Coutances. 
Nachbargemeinden sind Quettreville-sur-Sienne mit Guéhébert im Nordwesten, Roncey im Nordosten, Saint-Denis-le-Gast im Südosten und Lengronne im Südwesten.

## Bevölkerungsentwicklung
| Jahr      | 1962 | 1968 | 1975 | 1982 | 1990 | 1999 | 2008 | 2018 |
| --------- | ---- | ---- | ---- | ---- | ---- | ---- | ---- | ---- |
| Einwohner | 120  | 98   | 73   | 77   | 53   | 51   | 70   | 60   |

## Sehenswürdigkeiten

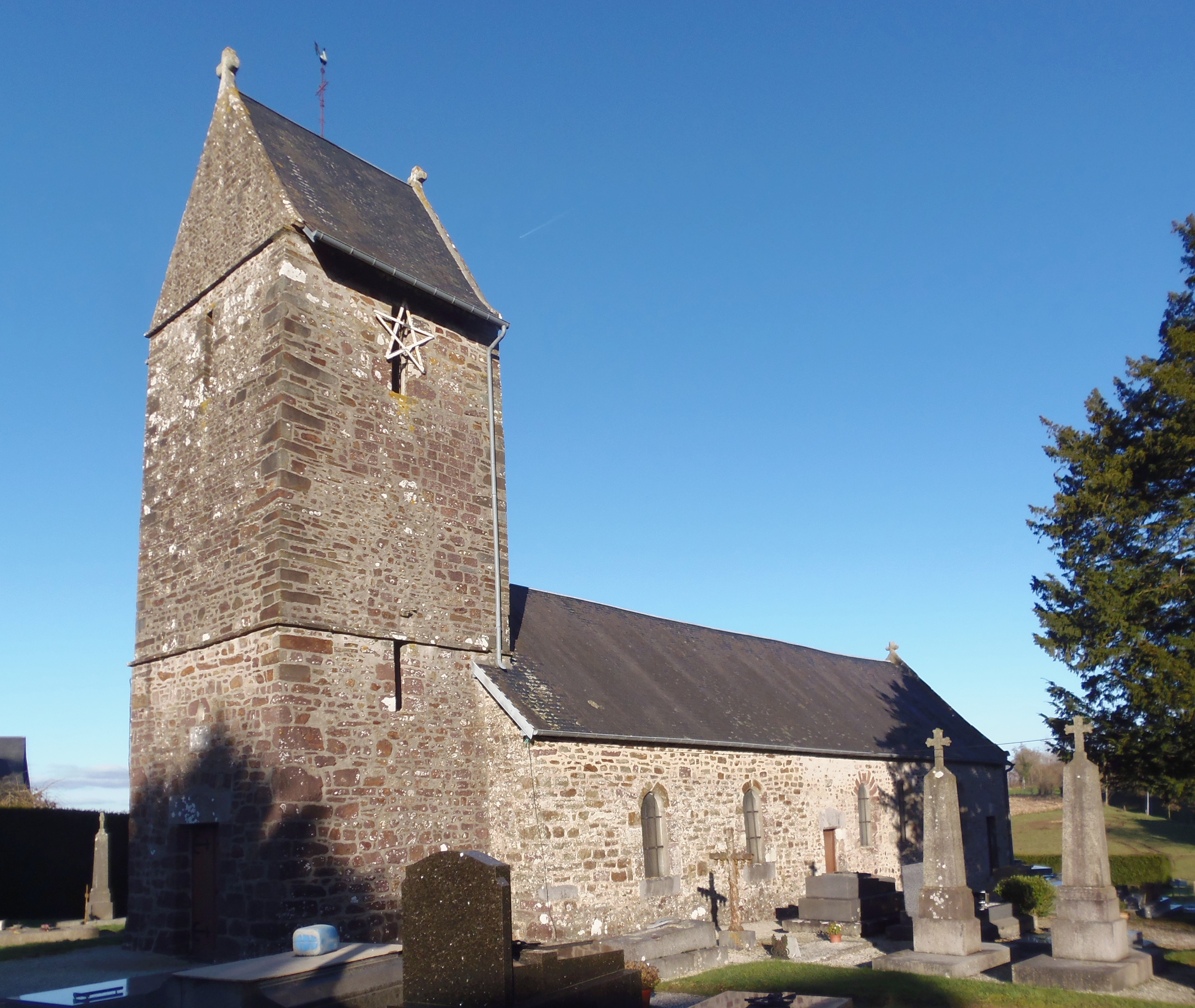
Kirche Saint-Pierre

- Kirche Saint-Pierre